# Liste der Kulturdenkmale in Neudörfchen
In der Liste der Kulturdenkmale in Neudörfchen sind die Kulturdenkmale des südlich der Altstadt am linken Ufer der Elbe gelegenen Stadtteils Neudörfchen der Stadt Meißen verzeichnet, die bis März 2021 vom Landesamt für Denkmalpflege Sachsen erfasst wurden (ohne archäologische Kulturdenkmale). Die Anmerkungen sind zu beachten.
Diese Aufzählung ist eine Teilmenge der Liste der Kulturdenkmale in Meißen.

## Liste der Kulturdenkmale in Neudörfchen
| Bild                                    | Bezeichnung                                                          | Lage                                 | Datierung                                                                     | Beschreibung | ID       |
| --------------------------------------- | -------------------------------------------------------------------- | ------------------------------------ | ----------------------------------------------------------------------------- | --- | -------- |
| Weitere Bilder                          | Wohnhaus                                                             | Poetenweg 4 (Karte)                  | 2. Hälfte 19. Jahrhundert                                                     | Sozial- und baugeschichtlich von Bedeutung, ein ländlicher Fachwerkbau | 09266191 |
| Weitere Bilder                          | Villa mit Einfriedung                                                | Poetenweg 7 (Karte)                  | Um 1900                                                                       | Baugeschichtlich von Bedeutung, ein Gründerzeitbau mit Anklängen an den Schweizer Stil | 09266192 |
| Direkt Bild zu diesem Denkmal hochladen | Wohnhaus mit Einfriedung                                             | Siebeneichener Straße 18 (Karte)     | 1. Hälfte 19. Jahrhundert, umgebaut und erweitert Anfang des 20. Jahrhunderts | Städtebaulich und baugeschichtlich von Bedeutung, Teil der ortsbildprägenden Uferbebauung an der Elbe, ein ländlicher Wohnbau | 09266198 |
| Direkt Bild zu diesem Denkmal hochladen | Mietvilla mit Stützmauer, in Hanglage                                | Siebeneichener Straße 19 (Karte)     | Ende 19. Jahrhundert                                                          | Städtebaulich und baugeschichtlich von Bedeutung, ein Gründerzeithaus (mit Zierfachwerkgiebel), Teil der ortsbildprägenden Uferbebauung an der Elbe | 09266197 |
| Direkt Bild zu diesem Denkmal hochladen | Mietvilla mit Stützmauer und Einfriedung, in Hanglage                | Siebeneichener Straße 20 (Karte)     | Ende 19. Jahrhundert                                                          | Städtebaulich und baugeschichtlich von Bedeutung, ein Gründerzeithaus (mit Volutengiebeln und Loggia), Teil der ortsbildprägenden Uferbebauung an der Elbe | 09266196 |
| Direkt Bild zu diesem Denkmal hochladen | Mietvilla mit Stützmauer und originalem Gartentor                    | Siebeneichener Straße 22 (Karte)     | Ende 19. Jahrhundert                                                          | Städtebaulich und baugeschichtlich von Bedeutung, ein Gründerzeithaus (mit Turm, Giebel und Holzveranda), Teil der ortsbildprägenden Uferbebauung an der Elbe | 09266195 |
| Weitere Bilder                          | Villa mit Einfriedung und Stützmauer                                 | Siebeneichener Straße 25 (Karte)     | Ende 19. Jahrhundert                                                          | Städtebaulich und baugeschichtlich von Bedeutung, ein Gründerzeithaus mit Anklängen an den Schweizerstil, Teil der ortsbildprägenden Uferbebauung an der Elbe | 09266194 |
| Weitere Bilder                          | Mietvilla mit Einfriedung und Stützmauer                             | Siebeneichener Straße 27 (Karte)     | Ende 19. Jahrhundert                                                          | Städtebaulich und baugeschichtlich von Bedeutung, ein Gründerzeithaus (der Giebel mit Obelisken und der Balkon mit Ziergitter), Teil der ortsbildprägenden Uferbebauung an der Elbe | 09266193 |
| Weitere Bilder                          | Wohnhaus mit Einfriedung und Nebengebäude                            | Siebeneichener Straße 29 (Karte)     | Bezeichnet mit 1806, umgebaut um 1850                                         | Städtebaulich, sozialgeschichtlich und baugeschichtlich von Bedeutung, ein ländlicher Wohnbau, Teil der ortsbildprägenden Uferbebauung an der Elbe | 09266190 |
| Direkt Bild zu diesem Denkmal hochladen | Zweiseithof (Hakenhof), mit Wohnhaus und Seitengebäude               | Siebeneichener Straße 36 (Karte)     | 1. Hälfte 19. Jahrhundert                                                     | Sozialgeschichtlich und baugeschichtlich von Bedeutung, Fachwerkbauten | 09266189 |
| Direkt Bild zu diesem Denkmal hochladen | Bootshaus Walter Brendel                                             | Siebeneichener Straße 39 (Karte)     | 1. Hälfte 20. Jahrhundert                                                     | Städtebaulich, ortsgeschichtlich und baugeschichtlich von Bedeutung, ein Bau im Heimatstil, Teil der ortsbildprägenden Uferbebauung an der Elbe | 09266187 |
| Direkt Bild zu diesem Denkmal hochladen | Doppelvilla mit Einfriedung (Haus Wobst-Zorn)                        | Siebeneichener Straße 47, 48 (Karte) | 1928                                                                          | Gestalterisch markanter Wohnbau um 1930, belebt durch Anbauten, bemerkenswert die alten Sprossenfenster mit gedrehten Säulchen, im Inneren gestalterisch anspruchsvolle Ausstattung, baugeschichtlich und künstlerisch bedeutend. Die Doppelvilla entstand 1928 in den zeittypischen Formen und Materialien, die auch heute noch weitgehend erhalten und gut ablesbar sind. Der flachgestreckte, zweigeschossige, kubische Bau mit Walmdach erhebt sich über dem seiner Zeit weit verbreiteten Natursteinsockel, wobei durch die Verwendung von rotem Granit für das Bruchsteinmauerwerk, das in gleicher Weise für die Einfriedung ausgeführt wurde, regionale Bezüge hergestellt wurden. Weitere zeittypische Elemente sind in der Bossierung zwischen den Fenstern, den kunststeingefassten Rundbogentüren, den Fensterbänken aus gleichem Material und der Hechtgaube sowie den aus der Fassade vorspringenden Bauteilen bzw. Altanen. Die besondere gestalterische Qualität des Gebäudes zeigt sich unter anderem in dem bewussten Bruch der Symmetrie durch unterschiedlich ausgeformte Altane, durch die konkav geschwungenen Gaubenwangen und an der sorgfältigen Ausformung aller Details auch im Inneren des Gebäudes. Zu erwähnen sind zum Beispiel die spiralförmige Außenlampe an der hinteren Hausecke, die Y-artig ausgeführte Vergitterung des Kellerfensters, das feingliedrige, noble Geländer im Treppenhaus, die gedrehten Säulchen im Fensterpfosten. Diese gestalterischen Besonderheiten sprechen das ästhetische Empfinden des Betrachters in gesteigertem Maße an und verleihen dem Gebäude so einen künstlerischen Wert. Darüber hinaus kommt dem Bau als bedeutendes Werk aus seiner Entstehungszeit und als Bestandteil des Œuvres des lokal bedeutenden Architekten Arno Keil baugeschichtliche Bedeutung zu. | 09302562 |
| Direkt Bild zu diesem Denkmal hochladen | Wohnhaus in offener Bebauung, mit Garage und Einfriedung             | Siebeneichener Straße 49 (Karte)     | 1927                                                                          | Gestalterisch hervorgehobener Wohnbau um 1930 in traditionellen Formen mit Walmdach und sparsam, aber akzentuierend eingesetzten Gestaltungselementen, insbesondere Brunnenplastik an Vorderseite, baugeschichtlich und künstlerisch bedeutend | 09302563 |
| Direkt Bild zu diesem Denkmal hochladen | Wohnhaus                                                             | Siebeneichener Straße 55 (Karte)     | Anfang 20. Jahrhundert                                                        | Baugeschichtlich von Bedeutung, ein Bau im Heimatstil mit markanten Dachhäusern | 09266184 |
| Direkt Bild zu diesem Denkmal hochladen | Mietvilla mit Einfriedung                                            | Siebeneichener Straße 56 (Karte)     | 1890er Jahre                                                                  | Künstlerisch und baugeschichtlich von Bedeutung, ein Gründerzeitbau (Klinkerfassaden mit Volutengiebeln und Eckerker) im Stil der deutschen Neurenaissance | 09266183 |
|                                         | Wasserwerk                                                           | Siebeneichener Straße 60 (Karte)     | Im Meißner Stadtwappen bezeichnet mit 1893                                    | Künstlerisch, ortsgeschichtlich, technikgeschichtlich und baugeschichtlich von Bedeutung | 09266181 |
| Weitere Bilder                          | Forsthaus mit Stallanbau (Einzeldenkmal der Sachgesamtheit 09301118) | Siebeneichener Straße 62 (Karte)     | 17. Jahrhundert (Spolien); um 1800 (Forsthaus)                                | Einzeldenkmal der Sachgesamtheit Rittergut Siebeneichen; Forsthaus des Rittergutes Siebeneichen (eines bedeutsamen Landsitzes der bekannten Meißner Adelsfamilie von Miltitz), Komplex bau-, landes- und ortsgeschichtlich, künstlerisch, städtebaulich und landschaftsgestaltend bedeutend, Forsthaus ein Renaissancebau mit Sitznischenportal und Vorhangbogenfenstern | 09266182 |

## Ehemaliges Kulturdenkmal
| Bild                                    | Bezeichnung                          | Lage                             | Datierung | Beschreibung | ID |
| --------------------------------------- | ------------------------------------ | -------------------------------- | --------- | ------------ | -- |
| Direkt Bild zu diesem Denkmal hochladen | Mietvilla mit Remise und Einfriedung | Siebeneichener Straße 44 (Karte) |           |              |    |

## Tabellenlegende
- Bild: Bild des Kulturdenkmals, ggf. zusätzlich mit einem Link zu weiteren Fotos des Kulturdenkmals im Medienarchiv Wikimedia Commons. Wenn man auf das Kamerasymbol klickt, können Fotos zu Kulturdenkmalen aus dieser Liste hochgeladen werden:
- Bezeichnung: Denkmalgeschützte Objekte und ggf. Bauwerksname des Kulturdenkmals
- Lage: Straßenname und Hausnummer oder Flurstücknummer des Kulturdenkmals. Die Grundsortierung der Liste erfolgt nach dieser Adresse. Der Link (Karte) führt zu verschiedenen Kartendiensten mit der Position des Kulturdenkmals. Fehlt dieser Link, wurden die Koordinaten noch nicht eingetragen. Sind diese bekannt, können sie über ein Tool mit einer Kartenansicht einfach nachgetragen werden. In dieser Kartenansicht sind Kulturdenkmale ohne Koordinaten mit einem roten bzw. orangen Marker dargestellt und können durch Verschieben auf die richtige Position in der Karte mit Koordinaten versehen werden. Kulturdenkmale ohne Bild sind an einem blauen bzw. roten Marker erkennbar.
- Datierung: Baubeginn, Fertigstellung, Datum der Erstnennung oder grobe zeitliche Einordnung entsprechend des Eintrags in der sächsischen Denkmaldatenbank
- Beschreibung: Kurzcharakteristik des Kulturdenkmals entsprechend des Eintrags in der sächsischen Denkmaldatenbank, ggf. ergänzt durch die dort nur selten veröffentlichten Erfassungstexte oder zusätzliche Informationen
- ID: Vom Landesamt für Denkmalpflege Sachsen vergebene, das Kulturdenkmal eindeutig identifizierende Objekt-Nummer. Der Link führt zum PDF-Denkmaldokument des Landesamtes für Denkmalpflege Sachsen. Bei ehemaligen Kulturdenkmalen können die Objektnummern unbekannt sein und deshalb fehlen bzw. die Links von aus der Datenbank entfernten Objektnummern ins Leere führen. Ein ggf. vorhandenes Icon  führt zu den Angaben des Kulturdenkmals bei Wikidata.